# Penén de Albosa
Penén de Albosa, o Casas de Penén de Albosa, és una pedania del municipi valencià de Requena (Plana d'Utiel). El 2009 tenia 14 habitants.

## Geografia
La pedania es troba al sud del terme municipal, a la vora de la rambla Albosa, al sud de los Isidros. El llogaret es troba a uns 20 quilòmetres de Requena des de la que s'accedeix per la carretera N-322 prenent a continució (i abans de los Isidros) la carretera CV-443. També pertany a Penén de Albosa el llogaret de los Sardineros amb solament un habitant censat i a pocs quilòmetres al sud de Penén de Albosa.
Els voltants de Penén estan rodejats de vinyes i boscos de pins, paisatge inclòs dins dels límits del Parc Natural de les Gorges del Cabriol.

## Història i demografia
Els seus escassos 60 habitatges, la major part en perfecte estat, poden arribar a acollir més de 250 persones en època estival, encara que de continu només hi ha empadronats 18 habitants. L'origen d'aquest llogaret se situa segons J. Piqueras a la seu "Geografia de Requena-Utiel" en el segle xviii: “El seu origen va unit a la casa de labor que un ric industrial seder de Requena cognomenat Penén va construir en aquest paratge a mitjan segle xviii. En 1840 tot just tenia una trentena d'habitants que es van anar multiplicant fins a arribar a un màxim de 145 en l'any 1950. L'emigració va reduir aquesta xifra a una tercera part en vint-i-cinc anys.
La segona part del nom del llogaret ve de la Rambla Albosa, que porta aigua fins a la població, però que s'asseca en el seu curs posterior fins a arribar pràcticament a la rambla de los Morenos.

## Economia
La riquesa agrícola de Penén ve, com en gairebé tota Requena, de les vinyes. La major part dels agricultors són socis de la Cooperativa de los Isidros, on duen la seva collita. També hi ha camps d'ametller i oliveres, aquests últims amb una major producció que l'habitual en la comarca, a causa d'unes temperatures una mica més suaus en l'hivern.

## Llocs d'interès
- P.N. del Cabriol. Penén està inclòs en el Parc Natural, encara en fase de desenvolupament. De fet, de moment els seus habitants tan sols han notat l'augment de les restriccions per a la caça.
- Los Sardineros. Llogaret deshabitat en la qual només queden en peus algunes cases de labor, al peu d'un pujol que es coneix com el Cerro del Castillo.
- El Saltadero. Paratge on la rambla Albosa forma petites basses on es pot prendre el bany quan hi ha aigua.

## Festes
Penén de Albosa celebra les seves festes principals en honor de la Verge de l'Assumpció, el 15 d'agost. Els últims anys aquestes festes s'han vist animades per la formació d'una comparsa d'una vintena de membres, que s'han constituït en filà de moros.